# Pont de la Universitat (Lleida)
El Pont de la Universitat és un dels cinc ponts de Lleida, creuant el riu Segre.

## Història
A principis de 1991 s'anuncià la construcció del tercer pont sobre el riu Segre a Lleida. L'obra es justificà per la gran pressió circulatòria que sofrien els dos ponts existents i en la voluntat d'afavorir la integració del marge esquerre a la resta de la ciutat. El seu finançament anà a càrrec de la Generalitat de Catalunya i l'Ajuntament de Lleida.
A més, el pont esdevindria el principal punt d'accés al futur Campus de Cappont de la UdL.
El 31 d'agost de 1992 un incendi destruí l'encofrat de fusta de les obres, cosa que suposà un endarreriment en l'entrega del pont i un recàrrec al pressupost de 7 milions de pessetes.
Existí certa discussió sobre com s'hauria d'anomenar el nou pont. El Govern desitjava el nom Pont de la Generalitat perquè n'eren els principals inversors, però l'Ajuntament ho rebutjà. Posteriorment es proposà el nom Pont de Catalunya, en referència a la pròxima Avinguda de Catalunya, però finalment la denominació escollida fou Pont de la Universitat.
El president de la Generalitat Jordi Pujol i l'alcalde de Lleida Antoni Siurana inauguraren oficialment el pont el 20 de febrer de 1993.